# Horní Břečkov
Horní Břečkov (in tedesco Ober Fröschau) è un comune della Repubblica Ceca facente parte del distretto di Znojmo, in Moravia Meridionale.